# Atticus Shaffer
Atticus Ronald Shaffer (Santa Clarita, Los Angeles megye, Kalifornia 1998. június 19. –) amerikai színész, szinkronszínész.
Legismertebb alakítása Brick Heck a 2009 és 2018 között futott A semmi közepén című sorozatban. Ezen kívül Az Oroszlán őrség című sorozatban is szerepelt.

## Pályafutása
Shaffer eddig legismertebb szerepe Brick Heck A semmi közepén című sorozatban.
A Wired magazinnak elmondta, hogy Brick szerepe nagyon hasonlít saját életéhez.

## Magánélete
Shaffer Atticus Finchről kapta a nevét. Édesapja Ron Shaffer, édesanyja Debbie Shaffer. Jelenleg a kaliforniai Actonban él.
Osteogenesis imperfecta betegségben szenved. Ezért törékeny a csontja és alacsony a testalkata; 142 cm magas.
Keresztény hívő és naponta olvassa a bibliát. 2015-ben megkeresztelkedett és rajong a keresztény rockzenéért.
Hivatalos YouTube és Twitch csatornáján beszélgetős és játék videók is megtalálhatók.

## Filmográfia

### Filmek
| Év   | Magyar cím                                    | Eredeti cím                        | Szerep                | Magyar hang         |
| ---- | --------------------------------------------- | ---------------------------------- | --------------------- | ------------------- |
| 2018 |                                               | I'll Be Next Door for Christmas    | Archie                |                     |
| 2016 |                                               | Monkey Up                          | Mooner (hang)         |                     |
| 2015 | A Büszke Birtok oroszlánőrsége: Kion üvöltése | The Lion Guard: Return of the Roar | Ono (hang)            | Czető Roland        |
| 2013 | Szuperebek                                    | Super Buddies                      | Monk-E (hang)         |                     |
| 2012 | Frankenweenie – Ebcsont beforr                | Frankenweenie                      | Edgar "E" Gore (hang) | Borbíró András      |
| 2009 |                                               | Subject: I Love You                | Tommy (hang)          |                     |
| 2009 |                                               | Opposite Day                       | kisember              |                     |
| 2009 | A túlvilág szülötte                           | The Unborn                         | Matty Newton          | Kilényi Márk Olivér |
| 2008 | Amerikai ének                                 | An American Carol                  | Timmy Atticus         |                     |
| 2008 | Hancock                                       | Hancock                            | fiú a buszon          |                     |
| 2008 |                                               | Leaving Barstow                    | fiú a buszon          |                     |

### Televíziós szerepek
| Év        | Magyar cím                         | Eredeti cím                    | Szerep                 | Megjegyzések |
| --------- | ---------------------------------- | ------------------------------ | ---------------------- | --- |
| 2020      | Én még sosem...                    | Never Have I Ever              | Orosz ENSZ-képviselő   | 1 epizód: …kezdtem atomháborúba                                                                                                |
| 2018–2020 | Lányok a Harvey utcából            | Harvey Street Kids             | Melvin (hang)          | főszereplő |
| 2017–2019 | Csillag kontra Gonosz Erők         | Star vs. the Forces of Evil    | Dennis (hang)          | 3 epizód |
| 2017–2018 |                                    | Pete the Cat                   | Grumpy Toad (hang)     | 9 epizód |
| 2016–2018 | Végre otthon – Tip és Oh kalandjai | Home: Adventures with Tip & Oh | Fox (hang)             | mellékszereplő |
| 2016–2019 | Az Oroszlán őrség                  | The Lion Guard                 | Ono (hang)             | főszereplő magyar hangja Czető Roland                                                                                          |
| 2015      | Clarence                           | Clarence                       | Seabass (hang)         | 1 epizód: Malac futtatás |
| 2013–2018 | Steven Universe                    | Steven Universe                | Peedee Fryman (hang)   | mellékszereplő magyar hangja Császár András                                                                                    |
| 2011      | Villámmacskák                      | ThunderCats                    | Emrick fiatalon (hang) | 1 epizód: A Sziromnép éneke |
| 2011      | Indul a risza!                     | Shake It Up                    | Zane                   | 1 epizód: Ki a dinkább? |
| 2011      | A Madagaszkár pingvinjei           | The Penguins of Madagascar     | Vezúv ikrek (hang)     | 3 epizód |
| 2011      | Benne vagyok a bandában            | I'm in the Band                | Eddie Nova, Jr.        | 1 epizód: Fantázia rock tábor                                                                                                  |
| 2010–2014 | Pecatanya                          | Fish Hooks                     | Albert Glass (hang)    | 28 epizód |
| 2010      | A nagy házalakítás                 | Extreme Makeover: Home Edition | önmaga                 | 1 epizód |
| 2009–2018 | A semmi közepén                    | The Middle                     | Brick Heck             | főszereplő magyar hangja Ducsai Ábel (1. szinkron) Penke Soma (2. szinkron, 1. hang) Berecz Kristóf Uwe (2. szinkron, 2. hang) |
| 2009      | A nevem Earl                       | My Name Is Earl                | Űrlakó                 | 1 epizód: A Chaz Dalton űrakadémia                                                                                             |
| 2008      | Mit rejt Jimmy koponyája?          | Out of Jimmy's Head            | Aaron                  | 1 epizód: Bad Fad |
| 2008      |                                    | Carpoolers                     | fiú                    | 1 epizód: Take Your Daughter to Work Day                                                                                       |
| 2007      |                                    | Human Giant                    | Wade                   | 1 epizód: Mind Explosion |
| 2007      |                                    | Days of our Lives              | ír fiú                 | 1 epizód: 1.10632 |
| 2007      |                                    | The Class                      | Jonah                  | 1 epizód: The Class Rides a Bull                                                                                               |